# Ivankiv, Cerneahiv
Ivankiv (în ucraineană Іванків) este un sat în comuna Zorokiv din raionul Cerneahiv, regiunea Jîtomîr, Ucraina.

## Demografie
Componența lingvistică a localității Ivankiv
     Ucraineană (98,68%)
     Rusă (1,32%)
Conform recensământului din 2001, majoritatea populației localității Ivankiv era vorbitoare de ucraineană (98,68%), existând în minoritate și vorbitori de rusă (1,32%).